# Arpinum
Arpinum was een Romeinse stad in Zuid-Latium, het huidige Arpino, Italië. 
Hoewel het hier niet om een belangrijke stad gaat, was het wel de geboorteplaats van twee van de grootste figuren uit de Romeinse Republiek: zowel Gaius Marius (in 157 v.Chr.) als Marcus Tullius Cicero (in 106 v.Chr.) werden in Arpinum geboren.
Het was een stad van de Volsci en werd ca. 300 v.Chr. aan Rome onderworpen.